# باتريك متيليغا
باتريك متيليغا (بالدنماركية: Patrick Mtiliga)‏ (مواليد 28 يناير 1981 في كوبنهاغن - الدنمارك) لاعب كرة قدم دنماركي يلعب حاليا لصالح نادي الدرجة الأولى مالقا الإسباني منذ 2009 في مركز الظهير الأيسر كما يجيد اللعب في مركز الوسط الأيسر .

## مسيرته الكروية
لعب باتريك متيليغا خلال مسيرته الاحترافية مع 6 أندية في واحد وعشرون موسمًا وسجل خلالها 36 هدفًا ضمن 446 مباراة. ولم يفز بأي موسم بالكأس وفاز في موسم واحد بالدوري.
خاض باتريك متيليغا مسيرته مع Boldklubben af 1893 ‏ في موسم 1998–99 لمدة موسم واحد، مشاركًا في 13 مباراة ولم يسجل أي هدف. ثم انتقل إلى نادي إكسلسيور في موسم 1999–00 ليلعب معه خمسة مواسم، حيث شارك في 139 مباراة سجل خلالها 28 هدفًا. لينتقل بعدها إلى نادي فاينورد في موسم 2003–04 واستمر معه طيلة ثلاثة مواسم، مشاركًا في 22 مباراة ولم يسجل أي هدف. ثم انتقل إلى نادي ناك بريدا في موسم 2006–07 واستمر معه طيلة ثلاثة مواسم، مشاركًا في 79 مباراة سجل خلالها هدفين. هذا وانتقل لاحقًا إلى نادي مالقا في موسم 2009–10 ولمدة موسمين، مشاركًا في 43 مباراة ولم يسجل أي هدف. ثم انتقل بعدها إلى نادي نوردشيلاند في موسم 2011–12 ليلعب معه سبعة مواسم، مشاركًا في 150 مباراة سجل خلالها 6 أهداف.

## روابط خارجية
- باتريك متيليغا على موقع الاتحاد الدولي (مؤرشف)  (الإنجليزية)
- باتريك متيليغا على موقع الاتحاد الأوربي (الإنجليزية)
- باتريك متيليغا على موقع قاعدة بيانات كرة القدم.إي يو (الإنجليزية)
- باتريك متيليغا على موقع ناشيونال فوتبول تيمز (الإنجليزية)
- باتريك متيليغا على موقع Soccerway.com (الإنجليزية)
- باتريك متيليغا على موقع كووورة
- باتريك متيليغا على موقع AS.com (الإسبانية)